# توني بيرغستروم
توني بيرغستروم (بالإنجليزية: Tony Bergstrom)‏ هو لاعب كرة قدم أمريكية أمريكي، ولد في 6 أغسطس 1986 في سولت ليك في الولايات المتحدة.

## وصلات خارجية
- توني بيرغستروم على موقع مرجع كرة القدم المحترفة.كوم (الإنجليزية)